# Miria Matembe
Miria Rukoza Koburunga Matembe, LL.D (sinh ngày 28 tháng 8 năm 1953) là cựu thành viên của Quốc hội Liên minh châu Phi người Uganda. Trong khi phục vụ ở đó, bà là chủ tịch của Ủy ban về các quy tắc, đặc quyền và kỷ luật một ủy ban thường trực của quốc hội.
Vào tháng 6 năm 2006, bà trở thành Ủy viên Dân chủ của Reagan-Fascell với Tổ chức Dân chủ Quốc gia.

## Vận động quyền phụ nữ
Miria Matembe là người ủng hộ mạnh mẽ và là người ủng hộ quyền của phụ nữ ở Uganda. Trong hơn hai thập kỷ bắt đầu vào năm 1989, bà là thành viên của quốc hội Uganda. Bà làm việc trong chính phủ ở Uganda với tư cách là bộ trưởng về đạo đức và liêm chính từ năm 1998 đến 2003, sau thời gian đó, bà trở thành thành viên của Quốc hội Liên minh châu Phi đại diện cho Uganda.
Năm 1995, bà là thành viên của Ủy ban Hiến pháp đã tạo ra Hiến pháp ở Uganda. Bà là cựu chủ tịch của Action for Development, tổ chức vận động phụ nữ hàng đầu của Uganda, một tổ chức do bà đồng sáng lập.
Năm 1990, bà là phó tướng của Đại hội Pan-Phi được tổ chức tại Kampala. Bà đã từng là một giảng viên về luật và tiếng Anh tại Học viện Ngân hàng Chartered, cũng ở Kampala. Là một luật sư chuyên nghiệp, Matembe cũng là tác giả của một số bài báo và một cuốn sách, Miria Matembe: Giới tính, Chính trị, và Lập hiến ở Uganda, về phụ nữ trong chính trị.
Vào tháng 10 năm 2006, MHRbe đã có một bài giảng với tựa đề "Phụ nữ, Chiến tranh, Hòa bình: Chính trị trong xây dựng hòa bình" tại Viện Bài giảng về Hòa bình & Công lý Joan B. Kroc của Đại học San Diego.
Năm 2011, bà đã gửi địa chỉ chính tại Bài giảng và Giải thưởng Sarah Ntiro lần thứ 11 được tổ chức tại khách sạn Grand Imperial, Kampala -Uganda cho những phụ nữ là những người mẫu truyền cảm hứng hoặc đã làm việc để tạo điều kiện giáo dục trẻ em gái tại Diễn đàn dành cho các nhà giáo dục phụ nữ châu Phi (Fawe) tổ chức sự kiện và cho trẻ em gái có hoàn cảnh khó khăn. Các giải thưởng chính có hai loại; giải thưởng "Người phụ nữ xuất sắc" đã công nhận những người phụ nữ có hoạt động thúc đẩy giáo dục trẻ em gái và giải thưởng Tấm gương xuất sắc trao giải cho những người phụ nữ thành đạt, là tấm gương sáng cho các em gái trẻ.
Matembe là một trong những người được vinh danh vì những nỗ lực dũng cảm để thúc đẩy giáo dục trẻ em gái đã cảm tạ Chúa khi nhận giải thưởng. Bà nói rằng sự thiếu hiểu biết và thiếu nguồn lực là một số vấn đề cản trở sự tiến bộ của giáo dục trẻ em gái.
Bà đã kết hôn với Nekemia Matembe và họ có bốn con trai.